# Ripsaw

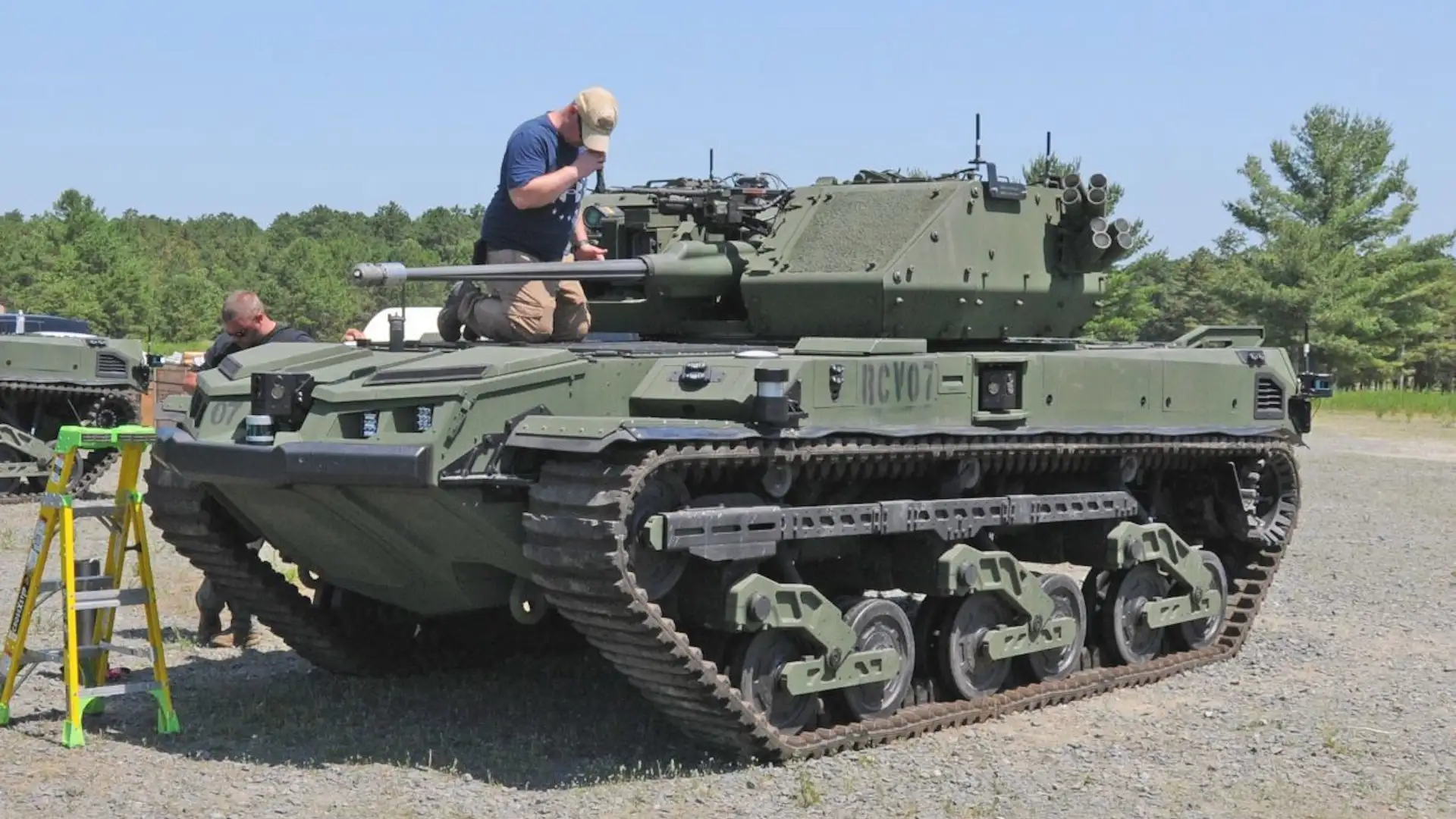
Ripsaw M5

Ripsaw är en serie utvecklingsprojekt för obemannade markstridsfordon designade av Howe & Howe Technologies (nu en del av Textron Systems) för utvärdering av USA:s armé.
Bröderna Howe startade Ripsaw som ett litet familjeprojekt år 2000. De presenterade det på en fordonsmässa i Dallas 2001, där det fångade intresset från USA:s armé. Senare samma år beställde den amerikanska militären en prototyp, MS-1, som skickades till Irak.
Ripsaw är tänkt att utföra olika uppdrag, inklusive konvojskydd, perimeterförsvar, övervakning, räddning, gränspatrull, folkmasskontroll och oskadliggörande av explosiva föremål. För perimeterförsvar eller folkmasskontroll kan ett bälte av M5-kontrollmunition monteras runt fordonet för att skingra folkmassor eller engagera personal med icke-dödlig verkan såsom bländgranater och gummikulor. Kameror ger täckning i 360 grader för situationsmedvetenhet för operatören.
Armén har testat Ripsaw medan det fjärrstyrts av en soldat i ett annat pansarfordon upp till 1 km bort. Dess vapensystem är modifierat för att kunna avfyras på distans med hjälp av Advanced Remote Armament System (ARAS), en kulspruta som laddar sitt eget ammunition och kan växla mellan olika typer av ammunition, som dödlig och icke-dödlig, på bara några sekunder. Dessa kapaciteter gör det möjligt för bemannade fordon att skicka ut Ripsaw framför dem och engagera mål utan att utsätta soldater för hot. I mars 2017 testade armén fortfarande fordonet som en obemannad plattform för fjärrstyrda vapenstationer.
I oktober 2019 presenterade Textron och Howe & Howe sitt Ripsaw M5-fordon, och den 9 januari 2020 tilldelades de ett kontrakt för Robotic Combat Vehicle-Medium (RCV-M) programmet. Fyra Ripsaw M5-prototyper ska levereras och användas på kompaninivå för att avgöra möjligheten att integrera obemannade fordon i markstridsoperationer under slutet av 2021. Det kan nå hastigheter på över 64 km/h, har en stridsvikt på 10,5 ton och en lastkapacitet på 3 600 kg. RCV-M är beväpnad med en Mk44 Bushmaster II och ett par pansarvärnsrobotar. Standardpansaret kan motstå 12,7×108 mm ammunition, med extra pansar som kan öka vikten till upp till 20 ton. Om det blir obrukbart behåller det förmågan att avfyra vapen, och dess sensorer och radiolänk prioriteras för att fortsätta sända som sin huvudsakliga funktion.

## Varianter
- En tidig Ripsaw MS1 vid Fort Hood år 2009, Ripsaw UGV (icke-militariserad) prototyp kunde accelerera till 105 km/h på cirka 3,5 sekunder.
- Ripsaw MS1 taktisk UGV använde en kraftfull överdimensionerad och anpassad 600 hästkrafters Duramax 6,6L V8 dieselmotor som ger 1 200 Nm vridmoment. Ripsaw MS1 var en testplattform för att testa terrängegenskaper. Det var helt obemannat, kostade 200 000 dollar och kunde accelerera från 0 till 105 km/h på 3 sekunder.
- Ripsaw MS2 UGV är större, snabbare och mer modulär än MS1. Det väger 4,5 ton och kan bära en last på 0,91 ton. Det lätta ramchassit drivs av en 6,6 liters Duramax dieselmotor som genererar 600 hästkrafter och 1 400 Nm vridmoment. Fullt lastad kan MS2 accelerera från 0 till 80 km/h på 5,5 sekunder och har en topphastighet på 97 km/h. Fordonet kan ta sig över 50-gradiga lutningar och 45-gradiga sluttningar. Det kan vara bemannat eller fjärrstyrt från ett närliggande kommandofordon. Beväpningen kan inkludera en M240 kulspruta eller en M2 .50 kaliber kulspruta, och det har testats med Javelin-roboten. Om Ripsaw skadas eller förstörs kan delar "kanibaliseras" i fältet och snabbt återmonteras. Ett MS2-fordon kostar 750 000 dollar.
- Ripsaw MS3 UGV testas av USA:s Army Research, Development and Engineering Command under Remote Armed Maneuver Platform (RAMP) initiativet för att integrera M153 CROWS fjärrstyrt vapensystem på ett obemannat fordon. RAMP demonstrerades vid Fort Benning, Georgia i oktober 2013 som en del av arméns Armed Unmanned Ground Vehicle (AUGV) program.
- Ripsaw EV2 är en lyxversion, med en helt sluten kaross och två säten inuti hytten. Den kan nå hastigheter över 97 km/h och har en räckvidd på cirka 480 km. Det är okänt om EV2 kan montera fjärrstyrda vapensystem. Denna modell är designad för den civila marknaden och kostar 295 000 dollar med anpassningsbara funktioner.
- Ripsaw M5 är en helt autonom, helelektrisk tank med en modulär design och en maxhastighet på 96 km/t.
- Ripsaw F4 är den senaste civila varianten som nu tillåter fyra passagerare, med en maxhastighet på 88 km/t.